# Tregua (banda)
Tregua es un grupo de rock español, procedente de La Coruña, creado el año 2009 por Mario García "Petru" (guitarra y voz) en colaboración con Rubén Rodríguez (piano), Adri Torreira (guitarra) y Miguel Vieites (percusión). El 28 de marzo de 2009 publican una maqueta, titulada Nunca es tarde. Con ella agotan todas las copias editadas y se hacen eco en las principales salas de la ciudad, llenando cada concierto.
Su primer álbum de estudio Luces y sombras llega en abril de 2011, un álbum de rock más contundente que contó con la producción artística de Carlos Escobedo (Sôber). La estructura de la banda actual, ya con David Ruíz al bajo, permite al grupo el desarrollo de una gira nacional, que comienza con la participación en el cartel de los principales festivales del país acompañando a artistas de la talla de Los Suaves, Rosendo, Revolver, Medina Azahara, Miguel Costas. Los sencillos de este álbum son "Como un Gato en un Tejado" y "Contracorriente".
Tregua y la legendaria banda de Carlos Goñi, Revólver, se unen en forma de canción, ambas bandas entran en estudio bajo la atenta mirada del prestigioso productor herculino Juan de Dios Martín, para darle forma a Revolución, sencillo que obtuvo una fantástica acogida entre el público.
En diciembre de 2015, la banda anuncia la grabación de su siguiente álbum, titulado de forma homónima, Tregua, trabajo que financiaron a través de una campaña de micromecenazgo que resultó ser un gran éxito alcanzando el objetivo a los pocos días de anunciarlo. En esta ocasión, Fernando Montesinos y Bori Alarcón se encargan de la producción y masterización del nuevo álbum cuya grabación tuvo lugar en los estudios Noisy House de Madrid.
Como celebración de sus 10 años en la carretera, la banda publica en noviembre de 2018 un recopilatorio donde participan muchas de las grandes voces del rock nacional.
Durante la crisis de coronavirus componen y publican la canción "Tic - Tac" para dar las gracias a los profesionales que luchan contra la pandemia. Cuentan con la colaboración de diversos artistas como Reincidentes, Gritando En Silencio o La Fuga.

## Componentes
- Mario García: Guitarra eléctrica, acústica y voz.
- Rubén Rodríguez: Piano, Hammond, Sintetizador.
- Adrian Torreira: Guitarra eléctrica y acústica.
- David Ruíz: Bajo y coros.
- Miguel Vieites: Batería y percusión.
- Iván Aguado: Guitarra eléctrica.

## Discografía
- Nunca es tarde (2009)
- Luces y sombras (2011)
- Tregua (2017)
- Kilómetro a Kilómetro (2018)
- Lo Urgente Es Vivir (2021)